# VOX (fotografická skupina)
Fotografická skupina VOX působila v Brně od roku 1965. Jejími členy byli fotografové Jan Beran, Miloš Budík, Antonín Hinšt, Karel Otto Hrubý, Vladimír Skoupil, Soňa Skoupilová a Josef Tichý, kteří se scházeli ve fotostředisku při Krajském domu osvěty. Někteří členové úspěšně obesílali mezinárodní výstavy, např. International Photographic Salon of Japan, již před vznikem skupiny.
Autorem názvu VOX (latinsky hlas) byl Karel Otto Hrubý. Skupina neměla žádný pevný program nebo výtvarné směrování, ale pořádala společné výstavy zaměřené na určité téma (např. Variace, Svět absurdit). Za dobu své sedmileté existence uspořádala skupina VOX devět domácích výstav a jednu zahraniční ve Varšavě. Fotografická skupina VOX zanikla v roce 1972.